# Призрак отца Гамлета

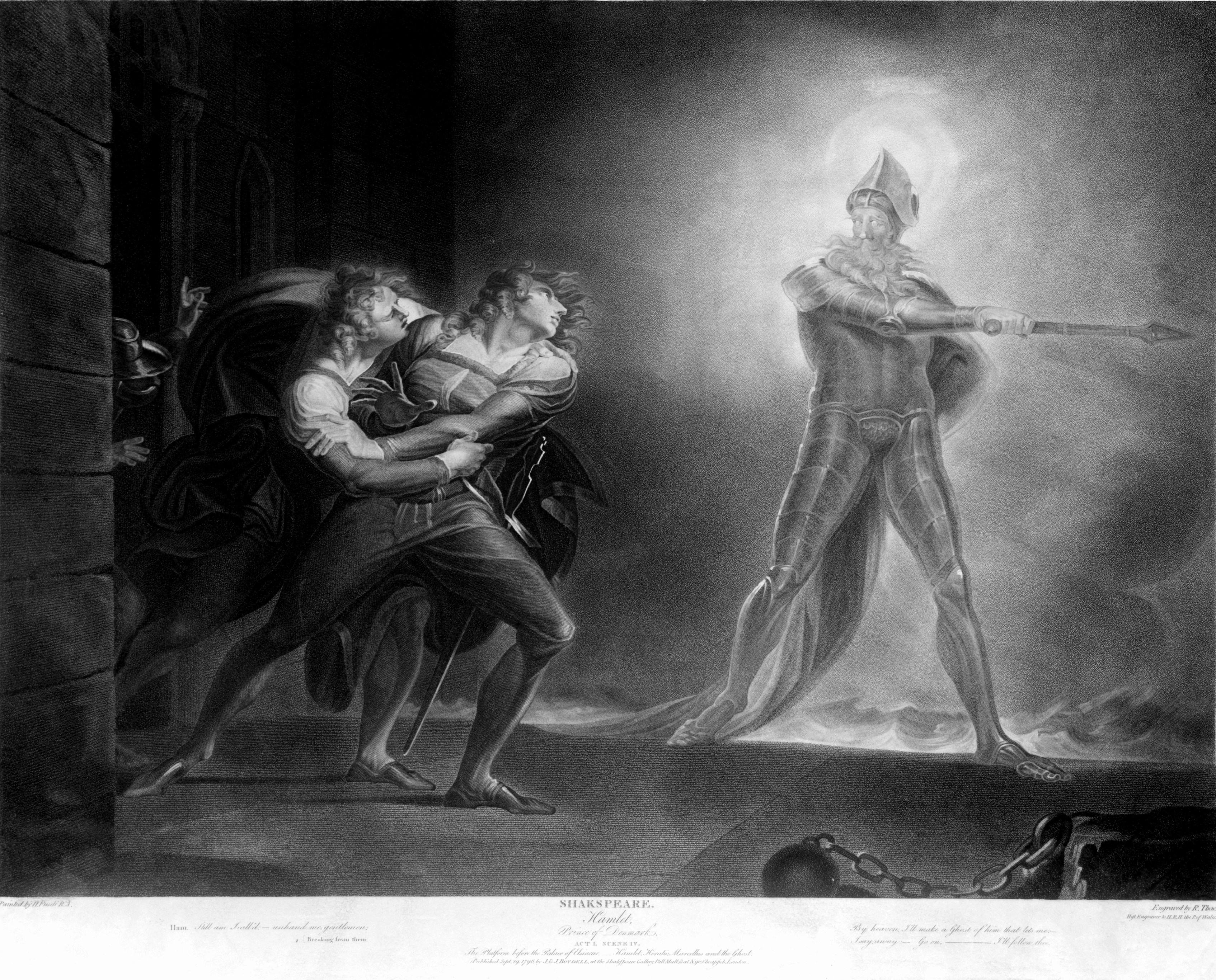
Генрих Фюссли, 1796 год.
Иллюстрация к трагедии «Гамлет», акт I, сцена IV.

Призрак отца Гамлета (англ. Ghost of Hamlet's father) — персонаж трагедии Уильяма Шекспира «Гамлет». В архаичных переводах (Н. Полевого, А. Кронеберга) именуется тень отца Гамлета.

## Описание персонажа
Появляется в трагедии в двух ипостасях: потусторонним Призраком и образом из воспоминаний его сына (в первой, четвёртой, пятой сценах первого акта и четвёртой сцене третьего акта). По распространённому мнению отца также звали Гамлетом:

…Король,

Чей образ только что предстал пред нами,

Как вам известно, вызван был на бой

Властителем норвежским Фортинбрасом.

В бою осилил храбрый Гамлет наш, 

Таким и слывший в просвещённом мире.

Оригинальный текст (англ.)… Our last king,

Whose image even but now appear'd to us,

Was, as you know, by Fortinbras of Norway,

Thereto prick'd on by a most emulate pride,

Dar'd to the combat; in which our valiant Hamlet,—

For so this side of our known world esteem'd him.

Во времена Шекспира призраки нередко были персонажами драматических представлений и исполнялись обычными актёрами в костюмах, соответствующих положению героя при жизни. Отличием зачастую служили лишь белые (чёрные) плащи или мантии. В большинстве современных постановок Призрак — лишь художественный вымысел, изображаемый при помощи самых разнообразных технических средств: кинопроекции, лазерных лучей, световых столбов и так далее. Сам автор, тем не менее, в репликах персонажей достаточно подробно описывает одеяние и облик мёртвого короля. Горацио: «И в тех же латах, как в бою с норвежцем, // И так же хмур, как в незабвенный день…», «Вооружённый с головы до ног», «Он шёл, подняв забрало», на его лице «была скорей печаль, чем гнев». Марцелл упоминает, что вид Призрака был царственен (англ. so majestical).
Персонажи, видевшие отца Гамлета, относятся к нему по-разному. Горацио, стоящий на материалистических позициях и сначала вообще не верящий в привидений, позже вынужден изменить свои взгляды. Теперь он рассматривает происходящее с точки зрения человека верующего, протестанта: духи для него — посланцы ада, а Гамлет — жертва, искушаемая дьяволом. Сам же принц терзается сомненьями в намерениях отца: 

Благой ли дух ты, или ангел зла,

Дыханье рая, ада ль дуновенье,

К вреду иль к пользе помыслы твои…
Оригинальный текст (англ.)Angels and ministers of grace defend us!

	Be thou a spirit of health or goblin damn'd,
	
	Bring with thee airs from heaven or blasts from hell…

По ходу действия Гамлет преодолевает несколько ступеней в своём отношении к отцу. Сначала он поверил всему сказанному им, так как это совпадало с его догадками о насильственном характере смерти родителя. Потом он прошёл период колебаний, но вскоре окончательно убедился в правдивости Призрака. Как известно, король обвиняет Клавдия в собственном убийстве и обольщении своей вдовы Гертруды. Одновременно он призывает сына к мести, при этом принц должен не запятнать свою честь, а также быть снисходительным к матери, максимальным наказанием для неё должны стать только душевные терзания. Проявляя милосердие, Призрак и за гробовой чертой продолжает любить Гертруду и выражать присущие ему при жизни благородство и великодушие. Один из ведущих специалистов в драматургии Шекспира Джон Довер Уилсон делает следующий вывод об этом персонаже: «…Призрак был революционной новацией в истории драматической литературы. <…> Обычно привидение на елизаветинской сцене было классической марионеткой, заимствованной у Сенеки <…> Шекспировский Призрак и дух, требующий мщения, с формальной точки зрения соответствует своему прототипу у Сенеки. Но на этом сходство кончается; одним из замечательных достижений Шекспира является то, что, взяв условную фигуру, он очеловечил её, придал ей христианский облик (в том смысле, как тогда понималось христианство) и создал образ, который его зрители могли воспринять как реальный…».

## Влияние
Призрак отца Гамлета стал прототипом Муфасы — льва и отца Симбы из мультфильма «Король Лев» (сам мультфильм частично базируется на сюжете «Гамлета»).

## Известные исполнители
- Шекспир[4]
- Лоренс Оливье (голос)
- Григорий Гай
- Пол Скофилд
- Сэм Шепард
- Патрик Стюарт

## Комментарии
1. ↑  Здесь и далее цитаты в переводе Б. Пастернака.